# Xã đặc quyền Blackman, Michigan
Xã Blackman (tiếng Anh: Blackman Township) là một xã thuộc quận Jackson, tiểu bang Michigan, Hoa Kỳ. Năm 2010, dân số của xã này là 24.051 người.